# Municipio de Braggadocio
El municipio de Braggadocio (en inglés: Braggadocio Township) es un municipio ubicado en el condado de Pemiscot en el estado estadounidense de Misuri. En el año 2010 tenía una población de 641 habitantes y una densidad poblacional de 4,82 personas por km².

## Geografía
El municipio de Braggadocio se encuentra ubicado en las coordenadas 36°11′13″N 89°53′10″O / 36.18694, -89.88611. Según la Oficina del Censo de los Estados Unidos, el municipio tiene una superficie total de 133.01 km², de la cual 132,62 km² corresponden a tierra firme y (0,3 %) 0,39 km² es agua.

## Demografía
Según el censo de 2010, había 641 personas residiendo en el municipio de Braggadocio. La densidad de población era de 4,82 hab./km². De los 641 habitantes, el municipio de Braggadocio estaba compuesto por el 83,78 % blancos, el 13,26 % eran afroamericanos, el 0,16 % eran asiáticos, el 1,09 % eran de otras razas y el 1,72 % eran de una mezcla de razas. Del total de la población el 1,87 % eran hispanos o latinos de cualquier raza.